# Format à l'italienne
Pour les articles homonymes, voir Format.
En imprimerie, un format à l'italienne désigne un format d'ouvrage dans le sens de la largeur. C'est l'équivalent du mode paysage en numérique.
Le format à l'italienne a été popularisé en Italie par la publication des fumetti, des bandes dessinées dans un petit format dans les années 1950 et 1960.
Par opposition, le format à la française désigne un format d'ouvrage dans le sens de la hauteur.